# Босага (Ортауський сільський округ)
Босага́ (каз. Босаға) — село у складі Шетського району Карагандинської області Казахстану. Входить до складу Ортауського сільського округу.
Населення — 45 осіб (2021; 118 у 2009, 83 у 1999, 227 у 1989).
Національний склад станом на 1989 рік:
- казахи — 79 %.

У радянські часи село називалось також Ферма Єркіндік.